# Rob Sims
Robert Sims (* 6. Dezember 1983 in Macedonia, Ohio) ist ein ehemaliger US-amerikanischer American-Football-Spieler auf der Position des Guards. Er spielte in der National Football League (NFL) für die Seattle Seahawks und die Detroit Lions.

## Karriere

### College
Rob Sims studierte an der Ohio State University, für die er College Football spielte und 2005 Mannschaftskapitän wurde. Mit seinem Team, den Ohio State Buckeyes, spielte Sims in vier Bowls, die sie alle gewannen.

### NFL
Sims wurde 2006 von den Seattle Seahawks in der vierten Runde als 128. Spieler im NFL Draft ausgewählt. Bereits in seinem Rookiejahr wurde er als Starter in der Offensive Line von Head Coach Mike Holmgren zum Schutz von Quarterback Matt Hasselbeck eingesetzt. Die Seahawks zogen in dieser Saison in die Play-offs ein. Dort konnten sie überraschend die Dallas Cowboys mit 21:20 besiegen, mussten sich aber danach den Chicago Bears mit 27:24 geschlagen geben. Sims kam in beiden Spielen als Starter zum Einsatz.
In der Saison 2007 konnte sich Sims dann als Stammspieler der Offense etablieren. Er zog mit den Seahawks erneut in die Play-offs ein. Nach einem 35:14-Sieg gegen die Washington Redskins musste sich die Mannschaft aus Seattle aber den Green Bay Packers mit 42:20 geschlagen geben. Auch in den Play-offs der Saison 2007 war Sims Starter seines Teams.
Aufgrund einer Verletzung spielte Sims in der Saison 2008 nur ein Spiel. In der Saison 2009 kehrte Sims als Stammspieler zurück. Sein Team gelangte allerdings nicht in die Play-offs.

## Privat
Rob Sims ist der Sohn von Mickey Sims, einem ehemaligen Defensive Linemen der Cleveland Browns.